# Qualificazioni al campionato europeo maschile di calcio 1968 - Gruppo 3

## Classifica
| Pos | Squadra          | Pti | G | V | N | P | GF | GS | DR  |
| --- | ---------------- | --- | - | - | - | - | -- | -- | --- |
| 1   | Unione Sovietica | 10  | 6 | 5 | 0 | 1 | 16 | 6  | +10 |
| 2   | Grecia           | 5   | 5 | 2 | 1 | 2 | 7  | 8  | -1  |
| 3   | Austria          | 5   | 5 | 2 | 1 | 2 | 7  | 9  | -2  |
| 4   | Finlandia        | 2   | 6 | 0 | 2 | 4 | 5  | 12 | -7  |

## Risultati
| Helsinki 2 ottobre 1966, ore 14:00 CET | Finlandia    | 0 – 0 referto | Austria | Olympiastadion (10,070 spett.)\| Arbitro: \| Peter Coates \| |
| Arbitro:                               | Peter Coates |               |         |                                                              |

| Arbitro: | Zdeněk Valeš |

|                    |           |             |
| Alexiadis 39’ (86) | Marcatori | 57’ Mäkipää |

| Arbitro: | Pieter Roomer |

|              |           |             |
| Peltonen 18’ | Marcatori | 39’ Chaitas |

| Arbitro: | Johan Einar Boström |

|                                                         |           |                             |
| Malofeyev 25’ Byshovets 36’ Chislenko 43’ Streltsov 80’ | Marcatori | 38’ Hof 54’ Wolny 71’ Siber |

| Arbitro: | Birger Nilsen |

|                                                     |           |  |
| Banishevskiy 50’ (77) Sabo 72’ (rig.) Chislenko 83’ | Marcatori |  |

| Arbitro: | Muzaffer Sarvan |

|                                           |           |  |
| Khurtsilava 50’ (77) Chislenko 72’ (rig.) | Marcatori |  |

| Arbitro: | Pavel Špoták |

|                                         |           |                                                              |
| Juhani Peltonen 24’ Simo Syrjävaara 79’ | Marcatori | 2’ (56), rig’ Sabo 14’ Maslov 35’ Banishevskiy 63’ Malofeyev |

| Arbitro: | Milivoje Gugulović |

|                        |           |              |
| Flögel 17’ Grausam 81’ | Marcatori | 57’ Peltonen |

| Arbitro: | Vasile Dumitrescu |

|                                             |           |             |
| Sideris 27’ (34), rig’ (63) Papaioannou 75’ | Marcatori | 62’ Grausam |

| Arbitro: | Todor Bechirov |

|             |           |  |
| Grausam 50’ | Marcatori |  |

| Arbitro: | Gottfried Dienst |

|  |           |               |
|  | Marcatori | 50’ Malofeyev |

| Arbitro: | Gyula Gere |

|           |           |             |
| Siber 31’ | Marcatori | 71’ Sideris |

## Statistiche

### Classifica marcatori
Nella classifica contano anche i gol della partita annullata del 5 novembre 1967.
4 reti
- Giōrgos Siderīs (1 rig.)

3 reti
- Leopold Grausam
- Juhani Peltonen
- Anatoliy Banishevskiy

- Igor Chislenko (1 rig.)
- Eduard Malofeyev
- Yozhef Sabo (1 rig.)

2 reti
- Helmut Siber

- Alekos Alexiadis

1 rete
- Rudi Flögel
- Erich Hof
- Franz Wolny
- Pertti Mäkipää

- Simo Syrjävaara
- Stathis Chaitas
- Mimis Papaioannou
- Anatolij Byšovec

- Murtaz Khurtsilava
- Valery Maslov
- Eduard Streltsov